# Biblioteca Nacional da Ajuda
A Biblioteca da Ajuda, anterior designada por Biblioteca Nacional da Ajuda é uma das mais antigas Bibliotecas de Portugal que se caracteriza, pela natureza e riqueza dos seus fundos, como uma biblioteca Patrimonial que tem por objecto a conservação, estudo e divulgação do seu acervo documental.

## História
A origem da Biblioteca da Ajuda remonta ao século XV, como Biblioteca Real, sua antiga designação. Instalada possivelmente desde o século XVI no Paço da Ribeira, foi significativamente enriquecida por D. João V, vindo a perder a maior parte do seu rico espólio no terramoto de 1755, tendo-se procedido à sua reinstalação no Paço de Madeira (chamado de Real Barraca), na Ajuda.
Em 1811, na sequência das invasões francesas, a Biblioteca é transferida para o Rio de Janeiro, para junto da Corte, aí formando o núcleo inicial da actual Biblioteca Nacional. Em 1821, regressa a Portugal o núcleo de manuscritos da Casa Real, ao qual se incorporam mais tarde as livrarias da Companhia de Jesus (Casa Professa de São Roque e Colégio Santo Antão), além das livrarias da Congregação do Oratório e do Palácio das Necessidades.
A Biblioteca encontra-se localizada no Palácio Nacional da Ajuda desde 1880.
Administrada pela Casa Real até à proclamação da República, os seus bibliotecários foram Alexandre Herculano (1839-1877), Magalhães Coutinho (1877-1895) e Ramalho Ortigão (1895-1911). Após a Proclamação da República o 1º diretor nomeado foi Jordão de Freitas (1918-1936).
Dependente de diversos departamentos do Estado do âmbito da Cultura desde a implantação da República, com a publicação do Dec.-Lei nº 115/2012, de 1 de junho, a Biblioteca da Ajuda passou a estar integrada no Palácio Nacional da Ajuda, serviço dependente da Direção-Geral do Património Cultural.

## Instalações
Localizada em ala própria, são abertas ao público 3 das 5 salas que compõem a a zona mais antiga da Biblioteca, que se distinguem especialmente pelas suas dimensões, altura das estantes e galerias, pelo seu mobiliário, além dos tectos decorados a fresco por José Pereira Júnior. Nessa área encontra-se exposta, uma selecção documental de valiosas espécies manuscritas e impressas, como pequeno exemplo do espólio da Biblioteca. 

## Espólio
A Biblioteca da Ajuda detém um acervo patrimonial de grande importância que se traduz por 3 quilómetros de extensão de prateleiras com um total de cerca de 150.000 espécies, manuscritas e impressas, em que se destacam algumas obras de carácter único e de reconhecida notabilidade como o Cancioneiro da Ajuda, o Livro de Traças de Carpintaria, ou Da fabrica que falece a cidade de Lisboa, de Francisco de Holanda.
A Colecção de Manuscritos é constituída por 2.512 códices e cerca de 33.000 documentos avulsos (séc. XIII a XX), incluindo códices iluminados, roteiros e atlas, bíblias, miscelâneas históricas e literárias, além de uma importante colecção de crónicas (séc. XV a XVIII), nobiliários e genealogias. Destacam-se os códices da Symmicta Lusitanica e códices dos Jesuítas na Ásia que são fundamentais para a história do Oriente (séc. XVIII).
A Colecção de Manuscritos Musicais é formada por 2.950 códices e 10.200 avulsos, considerada como uma das mais valiosas do país e constituindo a nível internacional, um dos mais importantes núcleos de música de câmara e ópera do séc. XVIII e XIX.
A Colecção de Impressos, é composta por 16.000 monografias, 11.000 periódicos, para além de 60.000 volumes de Livro Antigo, do séc. XVI a XVIII. Possui uma importante colecção de 190 incunábulos e uma colecção de Livros Raros com cerca de 500 títulos, incluindo exemplares únicos. Também se destaca o seu núcleo de atlas holandeses, franceses e alemães (séc. XVI a XVIII) e uma colecção de folhetos com cerca de 9.000 títulos.
As colecções de Cartografia, Iconografia e Fotografia, são constituídas por cerca de 2.500 espécies cada uma, sendo de destacar a documentação fotográfica do séc. XIX e princípio do séc. XX.
Inclui-se também um conjunto de peças e artefactos (séc. XVIII / XIX) da antiga oficina de encadernação da Biblioteca Real.